# Principio de Aufbau

Diagrama de ocupación de orbitales de acuerdo al principio de Aufbau. Se inicia por aquellos de menor energía a aquellos de mayor energía.

El principio de Aufbau (del alemán Aufbau, construcción) establece que los electrones no sean ocupados en niveles superiores de energía hasta que los orbitales menos energéticos hayan sido ocupados. Así pues, contiene una serie de instrucciones relacionadas con la ubicación de electrones en los orbitales de un átomo. El modelo, formulado por el físico Niels Bohr, recibió el nombre de Aufbau (del alemán Aufbauprinzip: principio de construcción) en vez del nombre del científico. También se conoce popularmente con el nombre de diagrama de Moeller .
Los orbitales se 'llenan' respetando la regla de Hund, que dice que ningún orbital puede tener dos orientaciones del giro del electrón sin antes de que los restantes números cuánticos magnéticos de la misma subcapa tengan al menos uno. Se comienza con el orbital de menor energía. 
Primero debe llenarse el orbital 1s (hasta un máximo de dos electrones), esto de acuerdo con el número cuántico azimutal l.
Seguido se llena el orbital 2s (también con dos electrones como máximo).
La subcapa 2p tiene tres orbitales degenerados en energía denominados, según su posición tridimensional, 2px, 2py, 2pz. Así, los tres orbitales 2p pueden llenarse hasta con seis electrones, dos en cada uno. De nuevo, de acuerdo con la regla de Hund, deben tener todos por lo menos un electrón antes de que alguno llegue a tener dos. 
Y así, sucesivamente:
1s22s22p63s23p64s23d104p65s24d105p66s24f145d106p67s25f146d107p6
El principio de exclusión de Pauli nos advierte, además, que ningún electrón en un átomo puede tener la misma combinación de números cuánticos como descripción de su estado energético.

## Diagrama de Moeller
Para llenar los orbitales correctamente, siga la dirección de la flecha tal como se muestra en la gráfica. Primero 1s, luego 2s, después sube a 2p y baja 3s, 3p y baja a 4s. En este punto, el siguiente nivel de energía más bajo no es 4p, sino que sube a 3d para luego bajar a 4p y 5s. Y así, sucesivamente.
A este método se le llama diagrama de Moeller, la regla del serrucho o de las diagonales, o método de la lluvia, debido a la acción de subir y bajar del modo descrito:
(1s, 2s, 2p, 3s, 3p, 4s, 3d, 4p, 5s, 4d, 5p, 6s, 4f, 5d, 6p, 7s, 5f, 6d) 
La regla del serrucho también sirve para ordenar los orbitales según sus niveles.